# Orthosiphon cuanzae
Orthosiphon cuanzae là một loài thực vật có hoa trong họ Hoa môi. Loài này được (I.M.Johnst.) A.J.Paton mô tả khoa học đầu tiên năm 1995.